# Anatolij Muszczynka
Anatolij Mychajłowycz Muszczynka, ukr. Анатолій Михайлович Мущинка, (ur. 19 sierpnia 1970 w Mukaczewie, w obwodzie zakarpackim, Ukraińska SRR) – ukraiński piłkarz, grający na pozycji pomocnika, reprezentant ZSRR i Ukrainy.

## Kariera piłkarska

### Kariera klubowa
Wychowanek Internatu Sportowego we Lwowie. W 1987 rozpoczął karierę piłkarską w klubie SKA-Karpaty Lwów. W latach 1988–1989 występował w rezerwowej drużynie Dynama-d Kijów. Od 1990 bronił barw Karpat Lwów. 6 marca 1992 w spotkaniu z Czornomorcem w Odessie w 20 min. meczu strzelił historyczną pierwszą bramkę w Mistrzostwach Ukrainy. W 1992 przeszedł do Metałurha Zaporoże. W 1993 wyjechał do Niemiec, gdzie występował w FC Homburg. W 1999 zmienił klub na 1. FC Saarbrücken, w którym ukończył swoje występy w 2003 roku.

### Kariera reprezentacyjna
Występował w juniorskiej reprezentacji ZSRR w finałowych turniejach w Kanadzie w 1987 i Czechosłowacji w 1988.
12 czerwca 1991 debiutował w olimpijskiej reprezentacji ZSRR w spotkaniu towarzyskim z Włochami przegranym 0:1.
27 kwietnia 1993 zadebiutował w reprezentacji Ukrainy w spotkaniu towarzyskim z Izraelem zremisowanym 1:1.
Mieszka w Niemczech z 1993 roku.

## Sukcesy i odznaczenia

### Sukcesy klubowe
- mistrz Drugiej Ligi ZSRR, strefy zachodniej: 1991

### Sukcesy reprezentacyjne
- mistrz Świata U-16: 1987 (w Kanadzie)
- mistrz Europy U-19: 1988 (w Czechosłowacji)

### Sukcesy indywidualne
- autor pierwszego gola w historii ligi ukraińskiej w składzie Karpat: 20 marca 1992 (20 min.)

### Odznaczenia
- tytuł Mistrza Sportu ZSRR: 1987